# Fábio Macedo
Fabio Henrique Dias de Macedo, mais conhecido como Fabio Macedo, (Dom Pedro, 18 de setembro de 1981) é um político brasileiro filiado ao Podemos (PODE). Desde 2023, atua como deputado federal pelo Maranhão.

## Polêmicas

### Ameaça de morte à Policial
Após lesionar pessoas em um boteco & ser levado a Central de Flagrantes de Teresina (PI), Fabio Macedo teria ameaçado os Policiais que estavam conduzindo o caso de morte.
“Sou deputado, sou rico. A gente manda matar gente. Vocês são polícia, né? Mas a gente mata gente”, “Sabe quem é Dedé Macedo? Te informa” Teria dito o deputado nos audios vazados.
Em outro trecho, ameaçã novamente: “Vou mandar te matar, vagabundo. Vou te pegar, eu te mato. Eu foi filho de Dedé Macedo. Pergunta quem é Dedé Macedo. Eu vou te matar”
“Pergunta quem é Dedé Macedo... Pergunta... Esse cara está morto”
O Deputado alega ser montagem.

### Medida Protetiva
Em 2020, foi proibído de se aproximar da esposa e dos filhos devido a uma medida protetiva.